# Peramodon amalitzkii
Peramodon amalitzkii è un terapside estinto, appartenente ai dicinodonti. Visse nel Permiano superiore (circa 259 - 253 milioni di anni fa) e i suoi resti fossili sono stati ritrovati in Russia.

## Descrizione
Questo animale doveva essere di medie dimensioni se rapportato ad altri dicinodonti del Permiano, e poteva raggiungere il metro di lunghezza. Era dotato, come tutti i suoi simili, di un robusto becco simile a quello di una tartaruga, che nell'animale in vita era verosimilmente provvisto di un rivestimento di cheratina. Dietro a questo becco, nella mascella superiore, erano presenti due zanne leggermente ricurve e dirette in avanti, simili a canini. Queste zanne si inserivano in un processo caniniforme largo e arrotondato. Il profilo del muso era tronco, dovuto alla brusca inclinazione in vista laterale.
Peramodon era caratterizzato da una depressione preparietale appena anteriore al forame pineale, una caratteristica che si riscontra anche negli affini Syops, Turfanodon e Vivaxosaurus, e dalle ossa frontali dotate di un processo anteriore, presente anche nel già citato Vivaxosaurus e in Dinanomodon. Altre caratteristiche includono una barra intertemporale piuttosto corta e molto stretta e un osso squamoso dal margine dorsale arrotondato.

## Classificazione
Peramodon è un tipico membro dei dicinodonti, il grande gruppo di terapsidi tipici del Permiano e del Triassico. Tra i generi permiani, Peramodon era uno dei più derivati, e secondo analisi cladistiche effettuate nel 2013 questo animale doveva essere parte di un clade comprendente anche Dinanomodon e Daptocephalus, alla base del gruppo comprendente i Lystrosauridae e i Kannemeyeriiformes (Kammerer et al., 2013).
I primi fossili di questo animale vennero ritrovati lungo il fiume Dvina (Arkhangelsk, Russia) e vennero inizialmente descritti nel 1926 da Sushkin come una nuova specie del genere Dicynodon (D. amalitzkii). Solo una revisione operata nel 2011 da Kammerer e colleghi permise di riconoscere alcune caratteristiche derivate di questo animale, sufficienti da permettere l'istituzione di un nuovo genere, Peramodon. Il nome deriva dalla parola in lingua vepsi perama ("terra molto lontana"), con riferimento alla lontananza della zona in cui sono stati ritrovati i fossili di questa specie rispetto alla zona in cui è stato rinvenuto il vero Dicynodon.